# Talisia retusa
Talisia retusa là một loài thực vật có hoa trong họ Bồ hòn. Loài này được R.S.Cowan miêu tả khoa học đầu tiên năm 1952.